# Geoporophilus aporus
Geoporophilus aporus är en mångfotingart som beskrevs av Carl Graf Attems 1930. Geoporophilus aporus ingår i släktet Geoporophilus och familjen storjordkrypare. Inga underarter finns listade i Catalogue of Life.